# Чухариця
Чу́хариця (рос. Чухарица) — присілок у складі Грязовецького району Вологодської області, Росія. Входить до складу Вохтозького міського поселення.

## Населення
Населення — 116 осіб (2010; 135 у 2002).
Національний склад (станом на 2002 рік):
- росіяни — 99 %